# Pseudoceloma
Lo pseudoceloma (falso celoma) è una cavità, posta tra il canale alimentare e la parete del corpo, presente in alcuni gruppi di animali triploblastici, a simmetria bilaterale e proctodeati. Questa divisione tassonomica presenta punti oscuri, divisioni controverse ed è considerata obsoleta.
Differisce dal celoma perché si origina dal blastocele (primitiva cavità dell'embrione) che non viene occupato interamente dal mesoderma durante lo sviluppo embrionale.
Lo pseudoceloma è riempito da un liquido organico (liquido pseudocelomatico) che offre un sostegno idrostatico all'organismo ed è coinvolto nella circolazione, trasporto ed escrezione delle sostanze organiche.
I vari organi e apparati si trovano a contatto diretto con il liquido per mancanza del peritoneo, un tessuto di origine mesodermico caratteristico degli eucelomati.

## Sistematica
Gli pseudocelomati o aschelminti costituiscono un gruppo rappresentato dai seguenti phyla animali:
- Phylum Rotifera (Rotiferi)
- Phylum Gastrotricha (Gastrotrichi)
- Phylum Entoprocta (Endoprocti o Endoprotti)
- Phylum Kinorhyncha (Chinorinchi)
- Phylum Priapulida (Priapulidi)
- Phylum Nematoda (Nematodi o Vermi Cilindrici)
- Phylum Nematomorpha (Nematomorfi)
- Phylum Acanthocephala (Acantocefali)
- Phylum Loricifera (Loriciferi)
- Phylum Cycliophora (Cicliofori)